# غوله ذيفان (عمران)
غوله ذيفان هي إحدى قرى الجمهورية اليمنية. تتبع جغرافيا لمحافظة عمران وإداريًا لمديرية ريده. يبلغ تعداد سكانها 2733 نسمة حسب الإحصاء الذي أجري عام 2004.